# Radu Țîrle
Radu Țîrle (n. 17 mai 1967) este un fost senator român în legislatura 2004-2008 ales în județul Bihor pe listele partidului PNL. Radu Țîrle a demisionat din Senat pe 25 iunie 2008 și a fost înlocuit de senatorul Mircea Leontin Matei. Din 2008 până în 2012 a fost președinte al Consiliului Județean Bihor, ales din partea PNL.
În 2011 a fost exclus din PNL pentru că era în negocieri pentru a trece la PDL.
În 1994, Radu Țîrle a obținut licența în teologie pastorală și didactică la Institutul Teologic Penticostal București.
Radu Țîrle este lector la Institutul Teologic Penticostal din București. Conform paginii institutului este căsătorit și are trei copii.